# Svartabborrtjärnen (Råneå socken, Västerbotten, 736995-177819)
Svartabborrtjärnen är en sjö i Bodens kommun i Norrbotten och ingår i Vitåns huvudavrinningsområde.